# Silo de Cinco Casas
El silo de Cinco Casas es un silo de grano situado en el municipio español de Alcázar de San Juan, en la provincia de Ciudad Real. Las instalaciones se encuentran ubicadas a las afueras de la localidad de Cinco Casas, junto a la estación de ferrocarril homónima.

## Historia
Su construcción fue promovida por el Servicio Nacional de Productos Agrarios (SENPA), heredero del antiguo Servicio Nacional del Trigo que había operado durante el régimen franquista. Pertenece a la serie de los llamados «macrosilos», caracterizados por poseer una gran capacidad de almacenaje de productos agrícolas y por el alto grado de mecanización de sus instalaciones. La unidad entró en servicio en 1985, contando con una capacidad de almacenamiento de 20.000 toneladas.

## Características
Se trata de un silo del tipo T. Las unidades de esta tipología poseen una altura máxima de 52 metros, estando constituida su estructura por un conjunto de celdas cuadrangulares y trapezoidales de hormigón armado; cada celda cuadrangular tiene un diámetro de 4,30 metros, mientras que en las celdas trapezoidales la superficie es algo menor. Las instalaciones presentan un alto grado de mecanización, lo que les confiere una gran funcionalidad de cara a las labores de depósito. El silo posee una capacidad de almacenamiento de 20.000 toneladas.
Las instalaciones están enlazadas con la red ferroviaria a través de un ramal que parte de la cercana estación de Cinco Casas.